# Reliant Robin
 (juillet 2011).
Si vous disposez d'ouvrages ou d'articles de référence ou si vous connaissez des sites web de qualité traitant du thème abordé ici, merci de compléter l'article en donnant les références utiles à sa vérifiabilité et en les liant à la section « Notes et références ».
La Reliant Robin est une petite voiture à trois roues anciennement fabriquée par le constructeur britannique Reliant à Tamworth, en Angleterre. Malgré sa taille, en étant un véhicule à trois roues avec une masse officielle de 450 kg, la Robin peut être conduite par les détenteurs de permis B1, la catégorie B1 couvre les tricycles à moteur/quadricycles jusqu'à 550 kg (1 200 lb) à vide au Royaume-Uni, et enregistrés et taxés à des taux de moto, ce qui donne une économie de 55 livres par an sur une voiture conventionnelle. La roue à l'avant sert uniquement à la direction, alors que le moteur, également à l'avant, entraîne l'essieu arrière.